# Bernardino da Asola

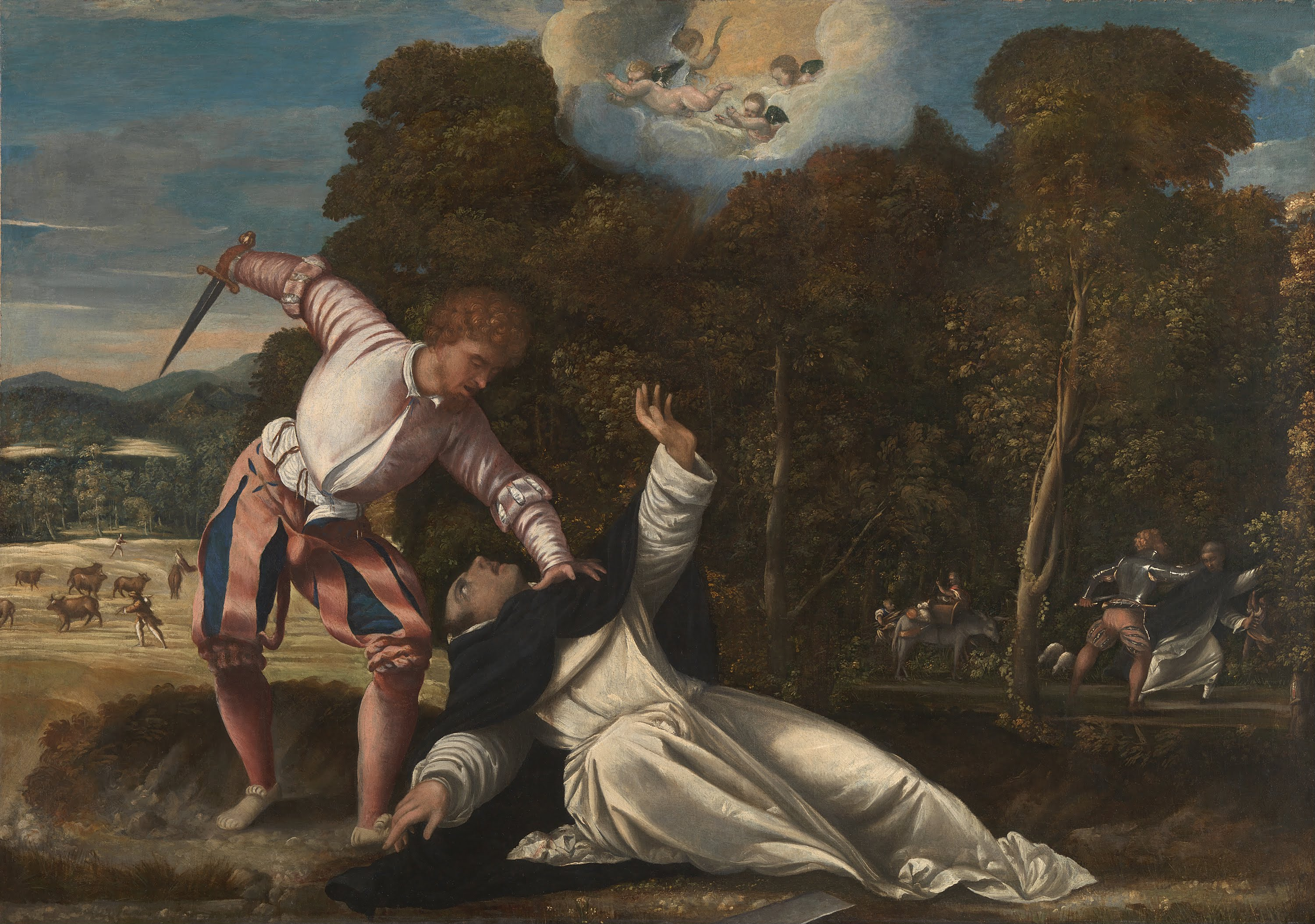
Bernardino da Asola (attr.), Morte di San Pietro martire, National Gallery

Bernardino da Asola (Asola, XVI secolo – XVI secolo) è stato un pittore italiano attivo agli inizi del XVI secolo.

## Biografia
Figlio di Giovanni da Asola, fu attivo soprattutto a Venezia tra il 1525 e il 1550.

## Opere
- Sacra Famiglia (1516-1518), Asola, chiesa di sant'Andrea
- Assunzione e cacciata di Lucifero, Venezia, Museo Correr
- Adorazione dei pastori, Kansas City, Museo Nelson-Atkins[1]
- Ultima cena, Venezia, Chiesa di Santa Barbara
- La Pietà, Venezia, Chiesa di Santa Barbara

Nella National Gallery di Londra sono conservati tre dipinti a lui attribuiti:
- Adorazione dei pastori
- Giardino dell'Amore
- Morte di san Pietro Martire